# 六四事件中的河北省
1989年春夏之交，中华人民共和国爆发全国性抗议运动，史称六四事件或八九民运，中国官方称1989年春夏之交的政治风波。期间河北省各地也有抗议、游行、罢课、集会及其他政治表达行为。这些活动多由学生、工人主导，也包含市民等群体发起，乃至有體制內人士參與，与全国范围内的抗议相呼应。
由于京津冀地区相互靠近，很多河北的学生或示威者前往北京或天津串联。在河北，最大规模的示威抗议发生在省会石家庄，以及唐山、保定等大城市。一些县市如秦皇岛、邯郸、邢台、张家口、承德、涞源、定兴、大厂等也有不同程度响应。由於許多參與鎮壓六四民運的軍隊原駐地在河北，許多河北發生的政治、社會運動與軍隊相關，例如，六四清场后，负责北京戒严的部队陆军27军在石家庄的总部被示威者围堵。

## 4月
胡耀邦死後，官方報告指最遲到4月24日，河北高校出現各種大小字報和標語。上海世界经济导报事件之后，该报收到来自河北的声援电报、信件等。4月26日，河北高校的学生继续张贴大小字报，呼吁成立组织，制订行动纲领。有的要进行募捐，准备到各地大学进行串联。四二六社论出台之后，4月27日以来河北省一些高校大字报明显增多，有抨击四二六社论的，有发泄不满情绪的，有抨击党和国家领导人的，有呼吁学生行动的。
随着四二六社論的发布，石家庄出現首次学生示威活动。四天后，中央政府收到一份报告，警告說石家庄的学生開始變的難以控制。大字報明顯增多,有的抨擊四二六社論,有的呼籲遊行、罷課或抨擊中共領導人。4月30日，保定河北大学一份大字报称：“如果五月四日北京有行动，必将会出现河北大学的旗帜，请有血性、有良知的同学五月四日凌晨务必在河北师大附近等候行动”。

## 5月
5月1日，陆续有保定河北大学300多名学生到北京，他們帶著校旗准备参与五四游行。河北大学副校长亦到北京劝解学生。华北电力学院、唐山煤炭医学院均有学生出发到北京。另外运动期间沧州亦有人举着“沧州声援团”的横幅在天安门广场活动。
5月4日，石家庄、保定继续有学生上街游行，响应当天的全国五四大游行。其中石家莊河北師大等校五六百名學生遊行到河北省政府前,並在停留十幾分鐘後返校。5月5日上午，河北师院继续有250名学生上街游行。
5月15日，河北出现高校学生声援北京学生绝食请愿的活动。5月16日零时三十分，保定河北农业大学、河北大学、唐山医学院、唐山工程技术学院六、七百名学生上街游行，声援北京学生的绝食行动。凌晨一时许，河北大学、农业大学、电力学院等高校两千多名学生上街游行。呼喊的主要口号有“声援北京绝食学生”“打倒独裁” 。晚七时，唐山工程技术学院、煤炭医学院一千五百余名学生上街游行。同日，秦皇岛燕山大学、煤炭管理学院和部分群众约两千人上街游行，到市委、市政府请愿。
5月17日，据河北各地反映，进京的学生有三千多人，秦皇岛燕山大学一些学生组成赴京请愿团，准备进京。上午，保定河北大学、农业大学等院校的一万余名学生上街游行。5月17日至18日，石家庄上万名学生上街游行。另外，唐山、张家口、秦皇岛、邯郸、邢台、承德等城市的大专院校的学生，也纷纷上街。5月18日，涞源县第一中学学生上街游行达1个多小时,县炼铁厂100多名工人到县政府门前静坐4个小时左右。次日，該县卫校繼續有学员上街游行。
5月17日下午，石家莊八所大專院校，大约2萬名学生和200名新闻工作者参加了游行，以支持北京的学生，并要求與當局对话和新闻自由。当天晚些时候，有5,000人衝入河北省政府大楼，并向当局提交了请愿书。850名学生不顾劝阻乘火车赴京，河北师范学院一些学生组成赴京请愿团，准备进京。第二天，即5月18日，一些政府雇员、医务人员和高中生参加了抗议活动，游行示威者和旁觀者的总人数激增至约15万人，包括11所院校。石家庄河北师大、定兴师范学校各有500名学生乘火车进京。运动期间受到大批學生強行登車去北京聲援的影響，石家莊的鐵路交通經常阻塞。
北京宣布戒严后，5月21日继续有人打“反对独裁”，“反对警察”，“李鹏下台，小平滚蛋”等标语游行。5月22日零时，2000余名学生聚集在保定车站铁路两侧，几百名学生聚集在石家庄车站的铁路线上，企图拦截进京的军列。上午，81167部队的9200军列开至大厂县车站时，被交通部管理干部学院、煤炭部燕郊干部学院300多名学生和群众拦截。受阻时间达17个小时，导致军列和指挥部失去联系。
5月24日上午，石家庄、保定、邯郸、张家口等市十多所高校及一些工厂约5000人上街游行，也再次出现游行。张家口、承德等市一些学生强行乘车进京，造成多次列车晚点。在運動期間，石家莊學生成立了「石家莊高校學生自治會」，也有工人成立「河北工人自治聯合會」。
5月28日，河北师范大学等院校两千多名学生上街游行，响应当天的全球华人大游行，并到河北省委门口静坐，递交请愿书后散去。29日上午，石家庄河北师大、河北师院、机电学院等五所院校2000名学生上街游行。下午，保定河北大学、农大、华北电力学院等院校约两千名学生上街游行，至晚上散去。

## 6月
得知北京六四清场和镇压的流血事件之后，公安局指保定、石家庄、唐山等市的学生6月4日正积极准备上街游行。
6月5日，石家莊8000多名学生上街游行，并向华北烈士陵园、解放石家庄纪念碑送了花圈，并将花圈送到中共河北省委以及参与北京戒严和六四清场的二十七军军部门口。晚11时许，石家庄有1000多人在桥东集结。他们骑着自行车，带着花圈，于6日零时许到达二十七军军部大门口。约三千多名学生、市民冲击二十七军军部，他们呼喊“打倒刽子手”、“打倒法西斯”、"二十七军刽子手"、"二十七军镇压人民"、"二十七军杀死老人、学生和孩子"等口号，高唱国际歌，三次冲击大门，均被执勤官兵阻挡。在冲击过程中，一些人呼喊鼓动群众，向士兵掷砖头、瓦块。官方指两名士兵被打伤。公安机关派出四百余名武警和公安前去制止，并拘留坚持静坐的十二人。一时四十五分，示威者离去。当天，石家庄高校约有三千多名学生离校。
石家莊的解放路、中山路等主要街道均被堵塞交通。學生和工人自治聯合會的人士亦鼓動工人罷工。6月6日，石家莊继续有三百多名学生群众包围在二十七军军部门口，其中七人静坐。该军政治部负责人向河北省委报告：“现在谣传二十七军是镇压北京学生和人民的骨干，他们非常不安”。军队的军人家属非常担心他们受伤或者执行戒严任务的时间长，或者担心自己在地方工作开始受“白眼”，或有人抓住他们当人质，甚至子女受到伤害”。6月5日、6日，石家莊市公安、武警相繼抓獲19名帶頭衝擊軍事機關的示威者，指其为“搞打砸搶之首要分子”。
从6月6日到8日，北京开往广州的四十七次、十五次，北京开往南宁的五次和北京开往贵阳的一百四十九次旅客列车滞留在河北境内。根据铁路部门的请求，石家庄正定车站为旅客提供了水、大米和肉等副食品。当天据石家庄铁路分局报告：除了长江以南的客车没有运行之外，石家庄铁路分局辖区内的客、货列车都开始正常运行，河北运往北京的煤和生活物资没有中断。

## 后续
6月6日,涿州市公安人員抓獲孫寶臣、 白增錄、馬建新等三名「北京暴亂」的參與者。6月10日,中共河北省委召開各界知名人士座談會 ,中共河北省委書記邢崇智在會上強調“對參加暴亂、製造打、砸、搶 、燒、殺的暴徒要揭發檢舉,嚴加懲處”。河北省政府亦發出通告,要求各地响应北京成立的「高自聯」 、「工自聯」等民運組織須立即解散,呼籲曾“參加北京地區反革命暴亂有打砸搶燒殺活動者”應投案自首，並在各地、市設立舉報電話,要求民眾檢舉揭發。
6月11日,廊坊市安次區公安局抓獲了在北京參加民運活動的傅景剛。12日,灤平縣抓獲參加北京民運活動的邢德臣。保定市公安機關抓獲北京外高聯常委、祕書長李翠萍。6月13日,石家莊市公安局抓獲北京工自聯糾察隊總指揮劉煥文。6月14日,滄州市公安機關抓獲北京工自聯骨幹分子高曾伟。
6月15日,邢台市公安局橋西分局抓獲手持狼牙棒參加北京民運活動的金某父子五人以及高自聯糾察隊員一人。6月19日,保定市公安局抓獲被北京市公安局通緝的21名北京高自聯领袖劉剛。
当局指5月1日至6月9日，石家莊市公安機關共抓獲294名“流竄犯”。 至6月20日, 全河北各公安機關抓获44名自北京逃至河北的民運分子。8月16日，新華社报道“平息北京反革命暴亂英模事跡報告團”六個分團分赴包括石家莊在内的各地開展宣講工作。

## 另見
- 六四事件
- 1989年中華人民共和國抗議地區列表
- 六四事件中的天津市